# Anel Townsend
Pour les articles homonymes, voir Townsend.
Ana Elena Townsend Diez Canseco est une femme politique péruvienne et ancienne membre du Congrès péruvien.

## Carrière professionnelle
Townsend a été élue au Congrès en 1995, en tant qu'invitée sur la liste électorale présentée par l'ambassadeur Javier Perez de Cuellar. En 2001, en tant que membre du parti politique d'Alejandro Toledo, elle a obtenu le plus grand nombre de voix parmi tous les élus. Au total, elle a siégé au sein du Congrès péruvien de 1995 à 2006, avec plusieurs réélections.
En 2003, elle a été nommée Ministre des Femmes (Women's Affairs) et du développement social par le président Alejandro Toledo.

## Travail législatif
Son travail législatif s'est concentré sur les droits de l'homme, la lutte contre la corruption, la transparence et les questions de genre. En outre, elle a présidé un comité chargé d'enquêter sur la corruption de la présidence d' Alberto Fujimori.
Elle a également été l'auteure de la première loi sur l'accès à l'information au Pérou.

## Activités actuelles
Actuellement, Townsend est membre d'un certain nombre d'organisations multinationales. Elle est ainsi impliquée dans le Conseil consultatif du Parlement latino-américain et participe à l'organisation Vital Voices for a Global Partnership à Washington DC, une structure à but non lucratif présidée par Hillary Clinton et Kay Bailey Hutchison, pour l'implication des femmes dans la gouvernance mondiale.
Elle travaille également en tant que consultante en matière de gouvernance, de genre et de lutte contre la corruption à Washington DC, États-Unis.
Anel Townsend a écrit trois livres: In the Name of Law, une compilation de ses discours parlementaires; Le renforcement des partis politiques en Amérique latine ; et enfin, Pour un monde sans pauvreté et sans inégalités, sur le rôle des parlementaires latino-américains dans la mise en œuvre des objectifs du Millénaire pour le développement .